# Karatê Ashi

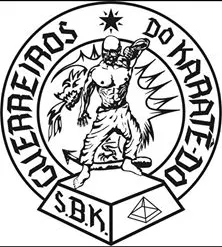
Logo antigo

O Karatê Ashi é um estilo de karatê desenvolvido no Brasil, ele é derivado do tradicional estilo shotokan. Ele foi desenvolvido pelos mestres Luiz Távora e João Ribeiro. O berço desse estilo foi o bairro da Vila Formosa, na zona leste de São Paulo.. O karatê ashi começou a se difundir no final dos anos 60 e começo dos anos 70 pela capital paulista. A mudança dele em relação ao estilo tradicional, é por conta da adaptação ao biotipo do brasileiro. Além disso, o estilo quer expressar a cultura, personalidade e defender os princípios culturais do brasileiro.

## História
Em 1965, Luiz Távora e João Ribeiro entraram na Academia “Greco Brasileira”, de luta-livre, judô e karatê-do, na qual treinavam os astros do Telecatch.. Eles entraram na academia e foram lecionados pelo grande mestre Aldo Borges, cujo foi treinado pelo sensei Juichi Sagara. Três anos depois, 1968, ambos estavam graduados suficiente para começarem a lecionar em uma pequena academia na Vila Formosa, sob supervisão do mestre Aldo.
No ano de 1978, ambos já eram terceiro dan de karatê e já possuíam oito alunos faixa pretas. Além disso eles possuíam quatro academias pela cidade de São Paulo e mais de 500 alunos. Assim começava o chamado "Império dos Dragões do Karatê-Do" (Dragões do Karatê-Do era o nome da academia na época). No ano de 1981 o mestre Luiz e o mestre João decidiram separar sociedade que eles possuíam na época, por conta de divergências pessoais.
Após a separação, o mestre Luiz usou todo o seu conhecimento em educação física para modificar algumas coisas no estilo de combate do karatê. Em 1982, o mestre oficialmente criou o Sistema Brasileiro de Karatê (SBK).. Dois anos depois, Luiz Távora mudou o nome da academia para Guerreiros do Karatê-Do
Nos anos 90, foi criado a União Internacional dos Praticantes do Sistema Brasileiro de Karatê-Do (UIP-SBK), a qual realizou diversos campeonatos e teve a participação de 26 entidades.
Durante os anos 90, o mestre Luiz decidiu mudar de vez o nome e retirou o DO e adicionou o Ashi ao nome do estilo, pois ele significa e exemplifica a total potencialidade das armas naturais.

## Hierarquia e faixas
O Karatê Ashi possui uma hierarquia de faixas semelhante ao demais estilos de karatê. Diferente dos mais tradicionais, as faixas coloridas não recebem kyu. O tempo mínimo de permanência de cada faixa é de 6 meses, da branca até a azul. Da faixa roxa até a preta o mínimo é de 1 ano. E os dan pode variar de pessoa para pessoa. A ordem é a seguinte:
- Branca
- Amarela
- Laranja
- Verde
- Azul
- Roxa
- Marrom
- Preta

Da faixa preta para cima é entregue os dans. A partir do primeiro dan o aluno é considerado sensei, e assim pode começar a dar aula.
Os gis são brancos. A partir da faixa preta, os gis ganham calça preta e a parte superior recebe alguns detalhes pretos (especificamente a gola e os pulsos).